# Luís Serrão
Luís Serrão foi um administrador colonial português que exerceu o cargo de Capitão-General na Capitania-Geral do Reino de Angola entre 1589 e 1591. Foi antecedido no cargo por Paulo Dias de Novais e sucedido por André Ferreira Pereira. 